# Zosin (powiat hrubieszowski)
Zosin – wieś (do 31 grudnia 2002 kolonia) w Polsce położona w województwie lubelskim, w powiecie hrubieszowskim, w gminie Horodło. Leży nad Bugiem.
| SIMC    | Nazwa    | Rodzaj    |
| ------- | -------- | --------- |
| 0889019 | Kraśnica | część wsi |

W latach 1975–1998 miejscowość należała administracyjnie do województwa zamojskiego. Od 1 stycznia 2003 roku ówczesna kolonia Zosin stała się wsią, a jej częścią stała się ówczesna kolonia Kraśnica. 
Wieś stanowi sołectwo gminy Horodło. Według Narodowego Spisu Powszechnego (III 2011 r.) liczyła 209 mieszkańców i była dziesiątą co do wielkości miejscowością gminy Horodło.
Często przyjmuje się, że w Zosinie znajduje się najdalej na wschód wysunięty punkt Polski. Jednak kolano Bugu, przy którym punkt ten się znajduje, należy administracyjnie do wsi Łuszków (konkretnie do łuszkowskiej części wsi o nazwie Komora).

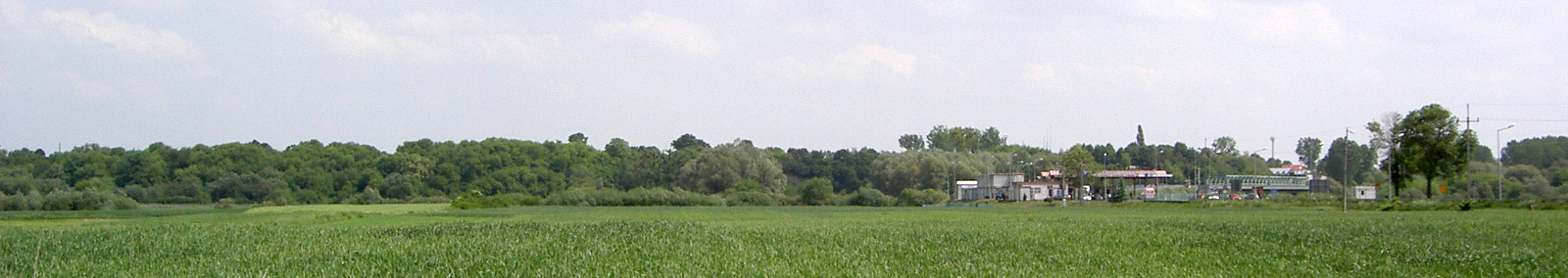
Kolano Bugu (wśród drzew), najdalej na wschód wysunięty punkt Polski, obok przejście graniczne

## Transport
We wsi znajduje się drogowe przejście graniczne z Ukrainą.
- 74 Droga krajowa nr 74: Walichnowy – Wieluń – Bełchatów – Piotrków Trybunalski – Kielce – Opatów – Kraśnik – Zamość – Hrubieszów – Zosin – granica państwa
- 816 Droga wojewódzka nr 816: Terespol – Sławatycze – Włodawa – Berdyszcze – Zosin